# Ghettopfeiler (Eisenstadt)

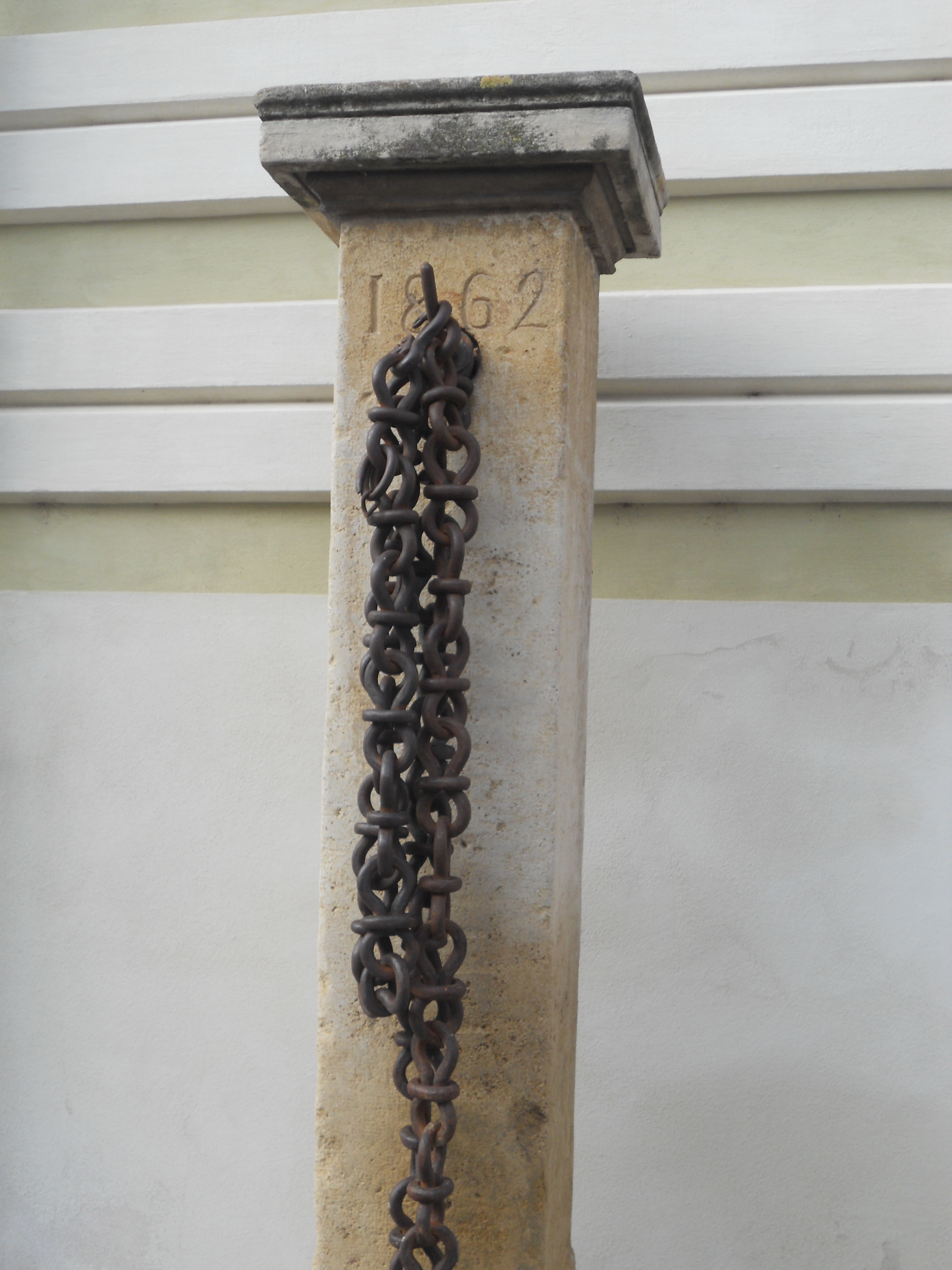
Detailansicht

Der Ghettopfeiler in Unterberg-Eisenstadt, einer Katastralgemeinde von Eisenstadt im Bundesland Burgenland in Österreich, befindet sich am Eingang zur Unterbergstraße neben dem Wertheimerhaus. Der Pfeiler mit Kette steht unter Denkmalschutz.
Auf dem Pfeiler ist die Jahreszahl 1862 eingemeißelt. Der zweite Pfeiler auf der anderen Straßenseite, der zum Spannen der Kette diente, ist nicht mehr vorhanden.  
Der Ghettopfeiler, der umgangssprachlich nach dem ehemaligen Ghetto bezeichnet wurde, grenzte das jüdische Wohngebiet am Sabbat (siehe Eruv) ab.

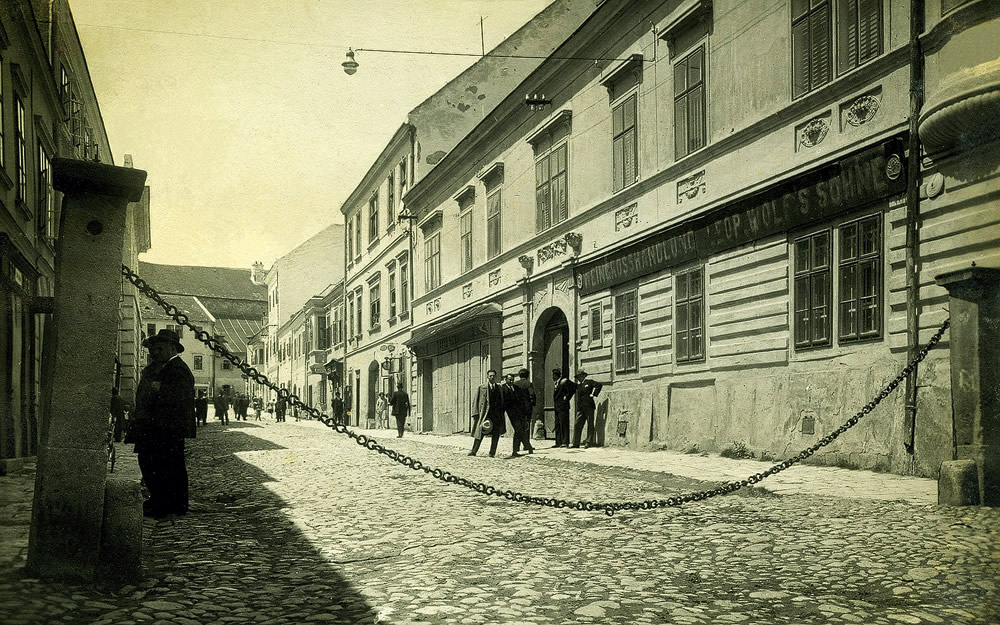
Unterbergstraße mit dem Wertheimerhaus der Weinhandlung Leopold Wolf’s Söhne (um 1920); die Kette ist am Sabbat gespannt
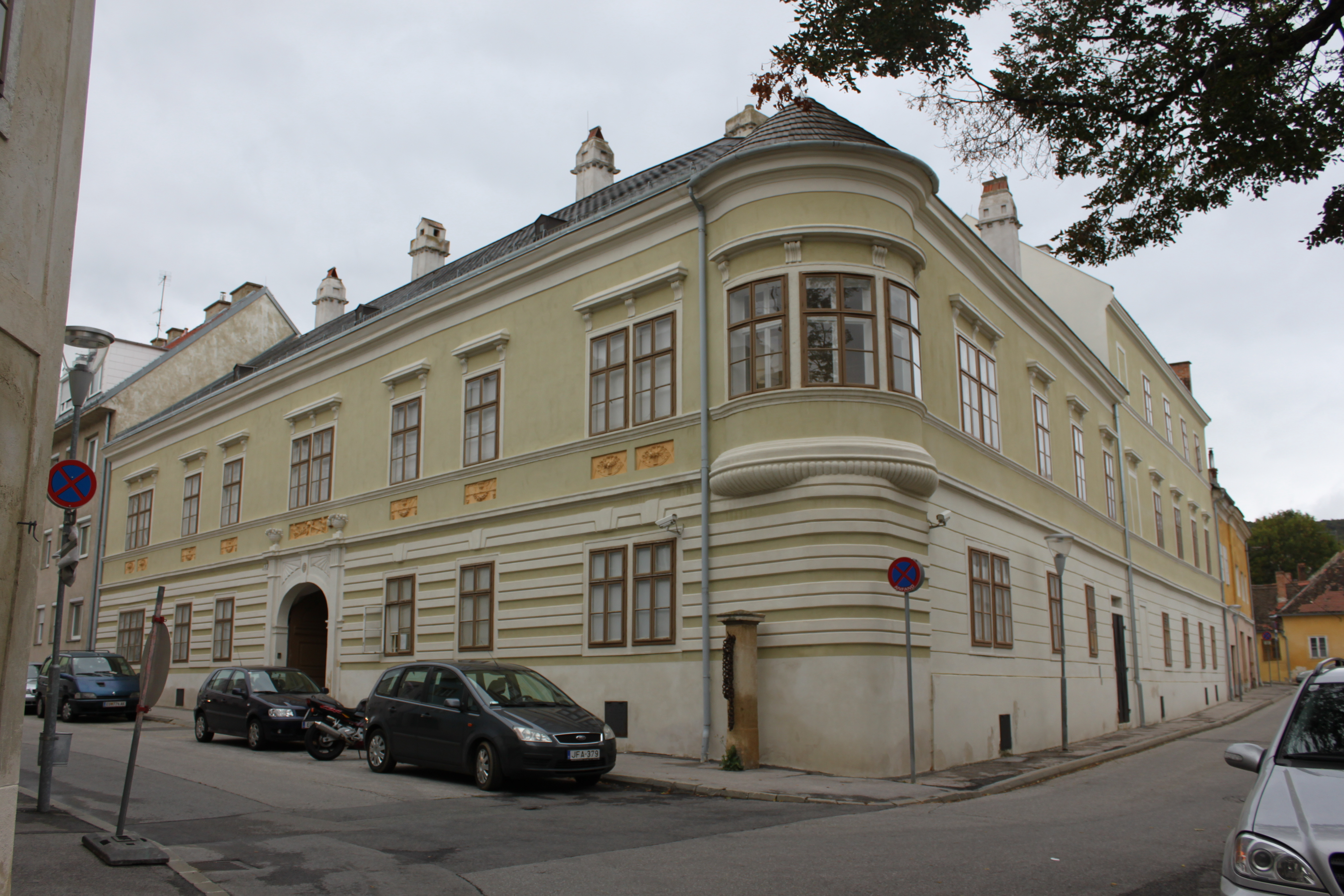
Heutige Ansicht